# حمام گنجعلی خان
حَمّام گَنْجْعَلی‌خان یکی از بناهای مجموعه گنجعلی خان در شهر کرمان است که در سال ۱۰۲۰ ه‍.ق  (۱۶۱۱ میلادی) ساخته شده است.
گنجعلی بیک ملقب به گنجعلیخان از حاکمان کرمان در زمان شاه عباس بود که کارهای عمرانی مهمی در کرمان انجام داده است. او برای اینکه در وسط شهر تفرجگاه‌های عمومی وجود داشته باشد، ابتدا یک میدان بزرگ ایجاد کرد. این میدان که بیش از صد متر طول و پنجاه متر عرض دارد از چهار طرف با بناهای اختصاصی شامل مدرسه، مسجد، بازار و حمام (۱۰۲۰ ه‍.ق)، چهارسوق، آب‌انبار و ضرابخانه محصور شده و یک مجموعه عالی از آثار عمرانی عصر صفوی است. معمار آن استاد سلطان محمد معمار یزدی می‌باشد.

## معماری حمام

### سردر
آجرهای ساده و نیلی، حاشیه‌ای از سنگ مرمر، نقاشی‌های سردر، مقرنس بندی، نمای بیرونی سردر حمام را تشکیل می‌دهند.
بر سردر حمام، که بخشی از نقاشی‌های عهد صفوی آن به تازگی مرمت شده، کتیبه شعری به خط نستعلیق بر سنگ مرمر حک شده که مصرع آخر آن، سال اتمام بنا را با تبدیل به حروف ابجد نشان می‌دهد:
«کسی نداده نشان در جهان چنین حمام» (سال ۱۰۲۰ ه‍.ق)
تزیینات گچ‌بری و نقاشی‌های سردر حمام به دو بخش تقسیم می‌شود: بخش بالایی مقرنس مربوط به دوره صفویه و دارای تزیینات گل و بوته و گچ بری زیبا که در سال ۱۳۷۴ توسط اداره میراث فرهنگی استان کرمان مرمت شده است و بخش پایین مربوط به دوره قاجاریه است که بر روی تزیینات دوره صفویه سر در حمام کشیده شده است. از جمله موضوعات این نقاشی‌ها که به شکلی ساده و بدون رعایت اصول نقاشی، پهلو به پهلوی هم کشیده شده‌اند می‌توان به تصاویر بهرام گور، خسرو و شیرین، شاهان در حال شکار، کاروان شتر و حیوانات درنده اشاره کرد.
در قسمت پایین، زیر نقاشی‌ها دور تا دور کتیبه ای از مرمر سبز رنگ دیده می‌شود که با خط نستعلیق، اشعاری بر آن کنده شده است و تاریخ آن را ۱۰۲۰ ه‍.ق (۱۶۱۱ م) نشان می‌دهد.
نقاشی‌های سردر حمام آسیب‌های مختلفی دیده که در سال‌های اخیر مرمت شده و در بعضی جاها با رنگ گواش رنگ آمیزی شده است.

### فضای اصلی

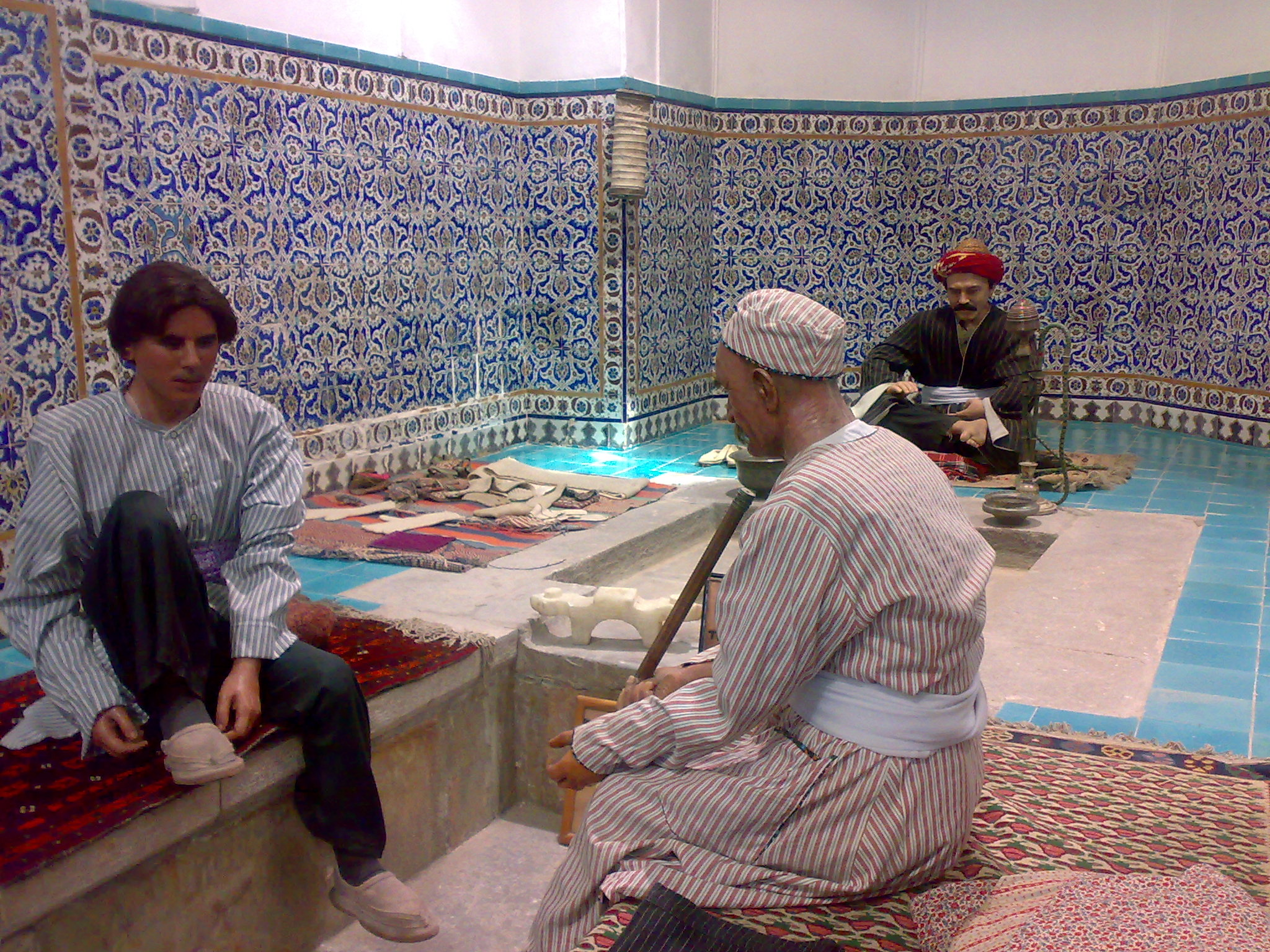
موزه مردم‌شناسی حمام گنجعلیخان

عکس:علی اکبر عبدالرشیدی

با عبور از زیر سردر و راهرویی غیرمستقیم، که مانع از دیدن درون حمام و حفظ گرمای آن می‌شود، و عبور از یک هشتی کوچک و درگاهی منقوش با حجاری پرندگان دریایی به فضایی بزرگ می‌رسیم که نامش «رختکن» و نام دیگرش «سربینه» است که از فضاهای اصلی بناست که با بکارگیری نظمی کامل و ترکیبی مناسب از سطوح کاشیکاری پرنقش و نگار و رنگارنگ، سنگ‌های مرمر، سقف‌های کاربندی شده، استفاده از صدای آب حاصل از فوران فواره‌ها و نورپردازی ویژه، فضایی دلنشین و خاص آفریده است.
رختکن، متشکل از یک فضای میانی وسیع با سقفی بلند و پرکار و غرفه‌های کوچک‌تر در گرداگرد آن است، غرفه‌ها نیز حوضچه‌ای با فواره در مرکز خود جای داده‌اند. این غرفه‌ها از انتها به هم مرتبط هستند رختکن، با وجود اینکه فضایی یکپارچه جلوه می‌کند دارای گوشه‌هایی خلوت و تودرتو است که فضایی مناسب برای استراحت، عبادت و گفتگو عرضه می‌کرده است. رختکن حمام با انواع زیراندازها، سارق‌های زردوزی‌شده سنتی، بقچه‌های کرباسی، قطیفهها و تن‌خشک‌کن‌های فراوان، تزئین شده است.
در حال حاضر این حمام به صورت موزه مردم‌شناسی درآمده و مجسمه‌هایی مومی در جاهای مختلف حمام افرادی از طبقات مختلف جامعه آن زمان نظیر روحانیون، پیشه‌وران، مردم عادی و غیره را در حمام نشان می‌دهد.
با گذر از راهروی طولانی و زاویه دار با سکوهایی در دو طرف هشتی میانی که ظروفی نظیر طشت، تاس و وسایلی مانند لُنگ، سدر، حنا، سینی‌های قدیمی، شانه‌های سنتی، آینه‌های مختلف، سنگ پاهای قدیمی و وسایل تن شویی دیگر، در آن دیده می‌شود.
در سمت راست «گرمخانه» مجسمه‌های کیسه کشان و دلاکان، مشغول دلاکی قرار دارند و سمت دیگر، حوضی هشت ضلعی با ستون‌های سنگی یکپارچه که دو به دو قرینه‌اند، با طاقی خیمه مانند و مجسمه‌هایی دیگر دیده می‌شود. «خزینه حمام» و بخش مخصوص استحمام حکام و بزرگان و سنگ ساعت در این بخش نیز از دیدنی‌های آن است. سنگ ساعت شامل دو سنگ با رنگی شبیه به رنگ قرمز در گرمکن حمام می‌باشد که درواقع ساعت حمام بوده به این ترتیب که با تابیدن نور خورشید، مردم زمان طلوع و غروب خورشید رو تخمین می‌زدند.
سقف‌ها اغلب کادربندی‌های متنوع و جالبی دارند که نظم درونی مجموعه را بیشتر می‌نماید و نشانی از «درونگرا بودن معماری سنتی ایران» است.

### نورپردازی
نور فضاهای حمام، از سقف تأمین شده، طوری که نورگیرها معمولاً در مرکز یا دورادور سقف‌ها جای گرفته‌اند و کاملاً با هندسه سقف، هماهنگی پیدا کرده، سقف را نورانی تر نشان می‌دهد و سایه - روشن زیبایی بر روی آن ایجاد می‌کند. حوض آب زیر این نورگیرها نیز بر جلوه نورپردازی آن می‌افزاید. در نورگیرهای سقف، برای جلوگیری از اشراف و دید و تنظیم حرارت گرمخانه، از «گل جام» یا «معلقی» استفاده شده است تا نور خورشید را به داخل فضاها هدایت کند. گل جام یا معلقی به یک نوع ساختار خاص گفته می‌شود که در کف گرمخانه حمام قرار می‌گیرد. این ساختار به شکل گنبدی یا قوسی از آجر یا گل ساخته شده و به صورت معلق (بدون اتصال مستقیم به کف حمام) بر روی پایه‌های کوچکی قرار می‌گیرد. فضای خالی زیر این ساختار به عنوان کانالی برای عبور هوای گرم یا بخار آب استفاده می‌شود. گرمای حمام به وسیله «گلخن یا تون حمام» تأمین می‌شده است. از تون، کانال‌های «گربه رو» ی انشعابی به زیر گرمخانه حمام کشیده شده، هوای داغ را از خود عبور داده، کف آن را گرم می‌کرده است و هوای آلوده و زاید از طریق روزنه‌ها به بیرون هدایت می‌شد.

### ویژگی‌ها
کاشی‌های معرق، هفت رنگ و کاشی‌های خشتی، با تصویر انسانی از ویژگی‌های این حمام است. شبکه آبرسانی به خزینه، گرمخانه، سربینه، حوض‌ها، حوضچه‌ها و فواره‌های متعدد آنها، نحوه گرم کردن هوای داخل حمام، چگونگی آب‌بندی مخازن آب و گرم کردن آب، ارتفاع کم و باریک و طولانی بودن راهروها، هشتی‌های میانی و سردرها، تناسبات فضایی ورودیها و خروجی‌ها، ارتفاع زیاد رختکن، گود بودن حمام، بهره‌گیری از آب قنات، نگهداشتن حرارت، ضد زلزله بودن و کاهش ارتعاشات لرزشی در اثر قرارگیری در درون زمین، که بدون آن‌ها کارکرد حمام ممکن نمی‌شد، از دیگر ویژگی‌های حمام گنجعلیخان هستند.

## گالری تصاویر

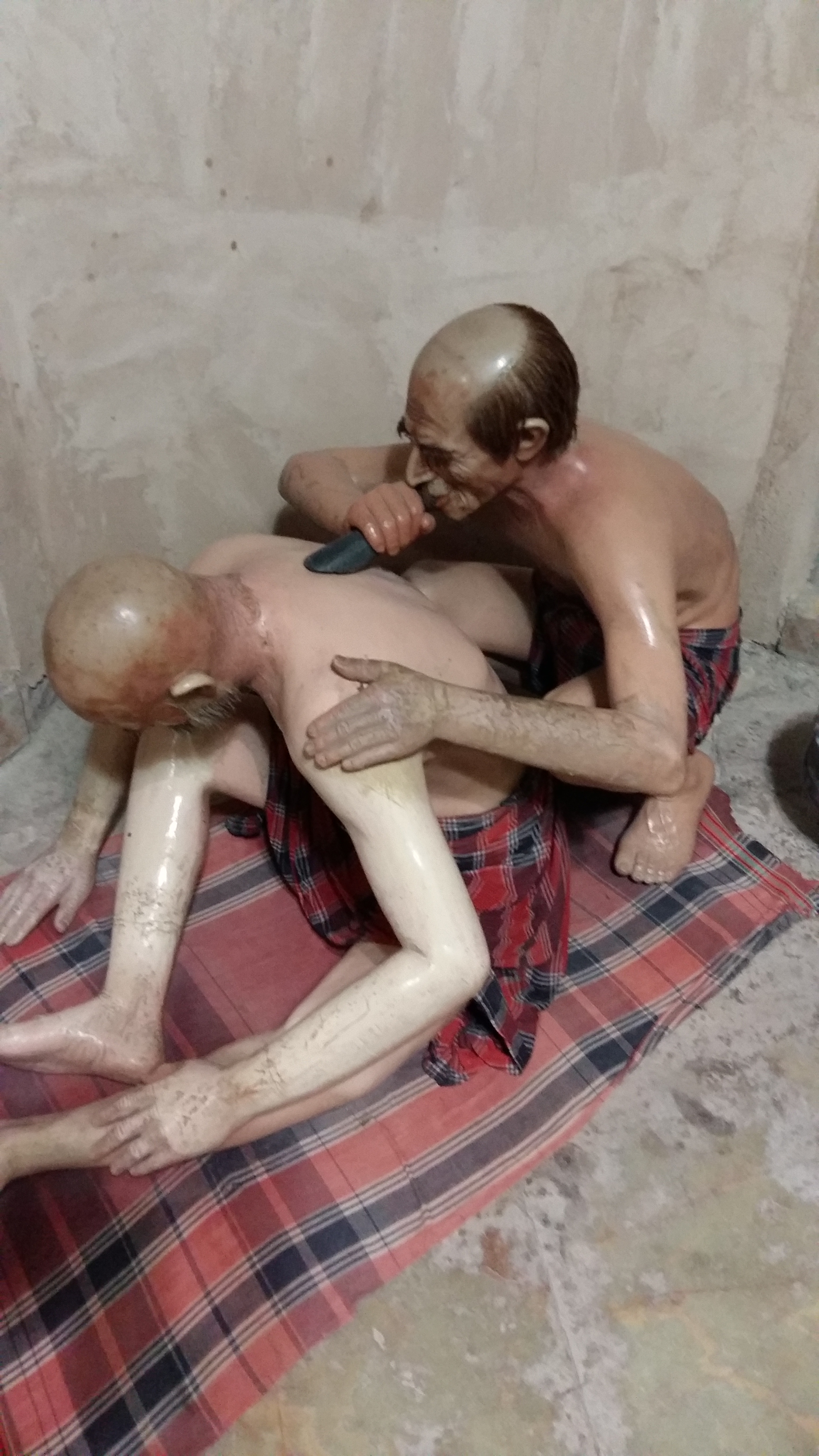
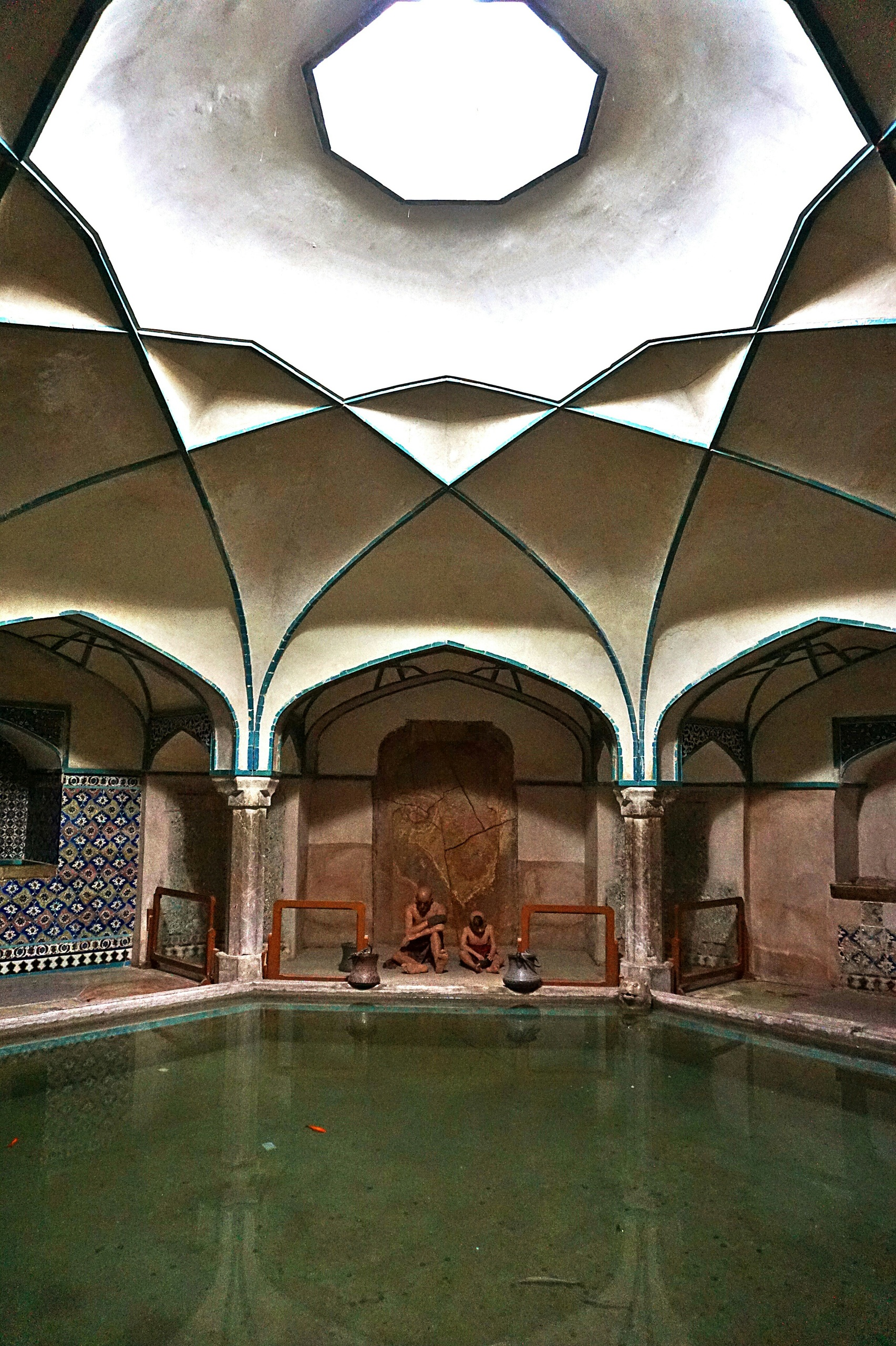
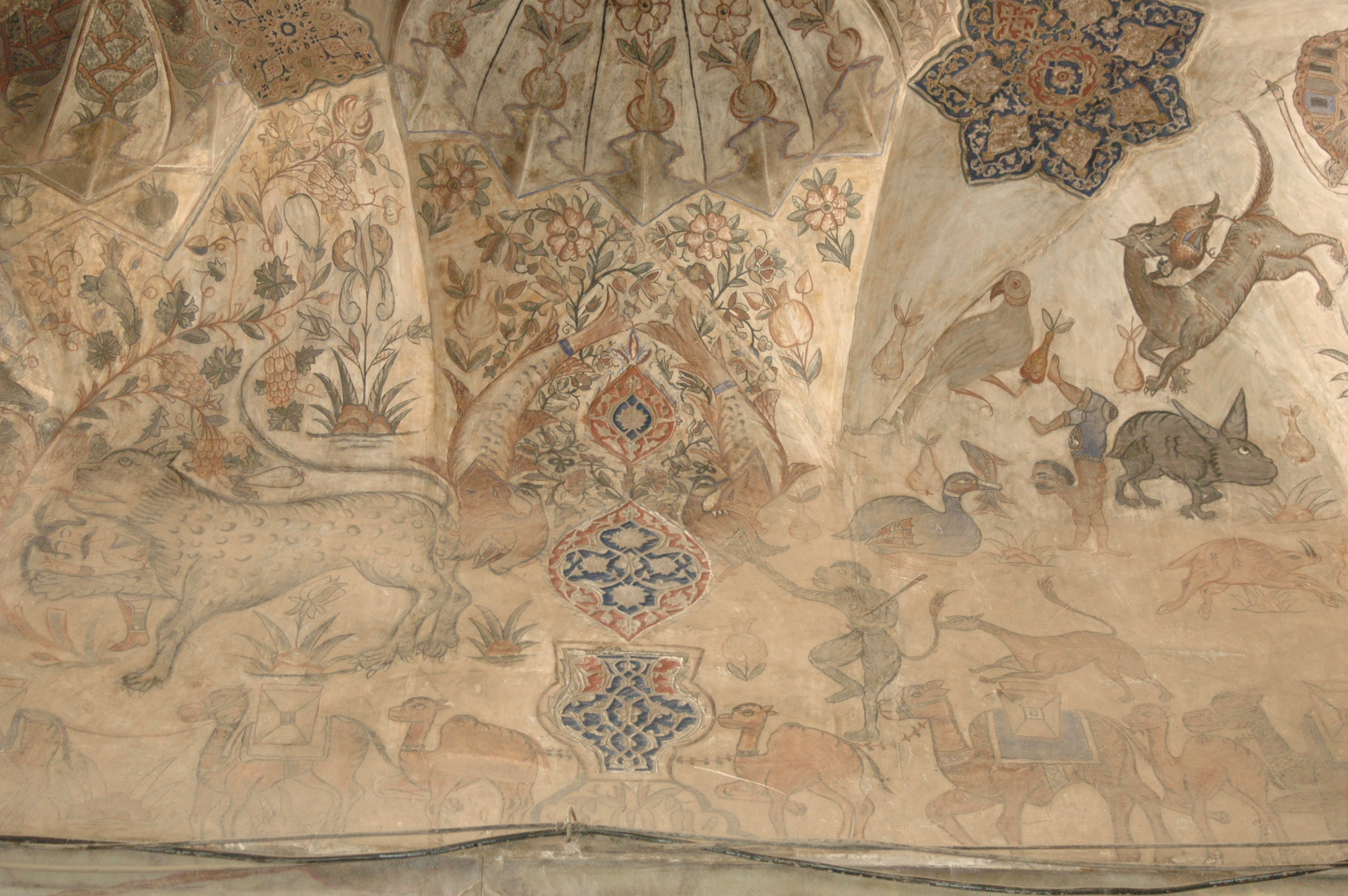
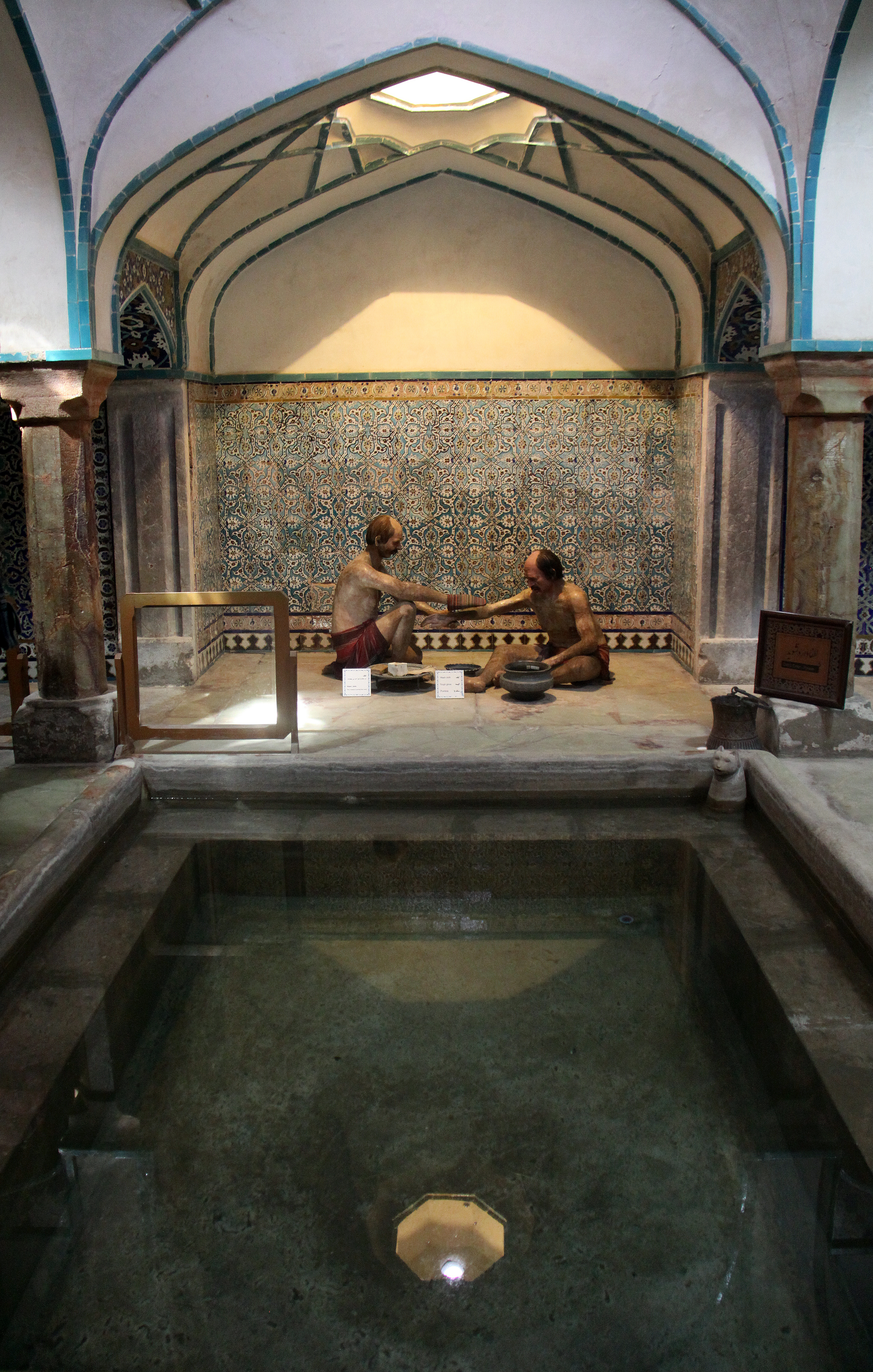
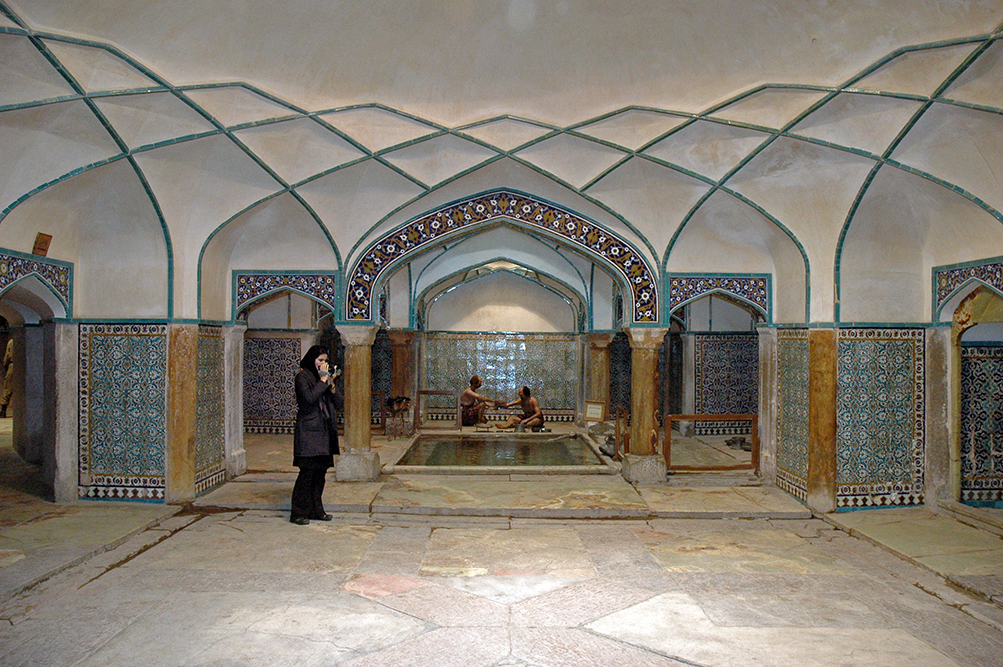
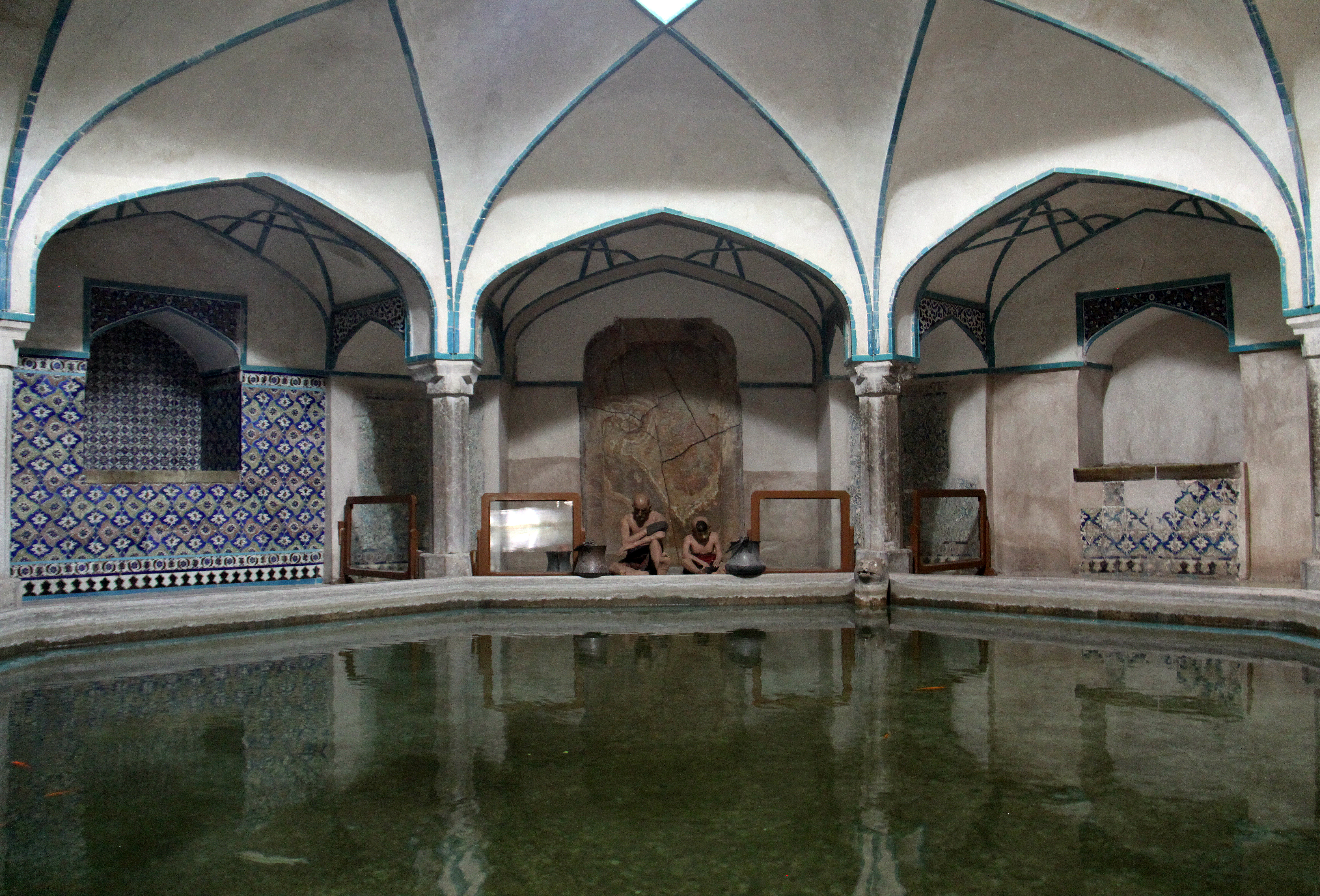
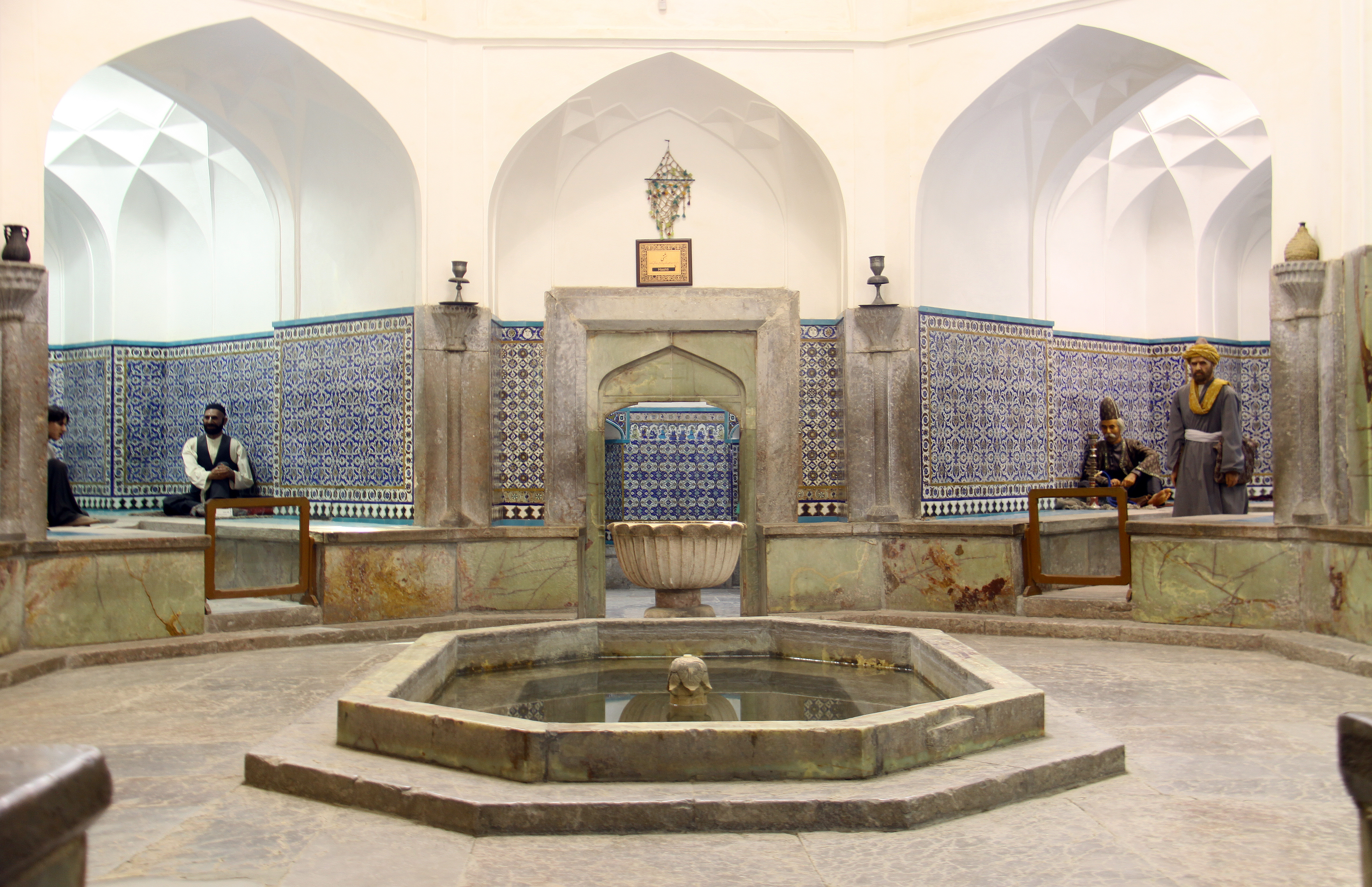
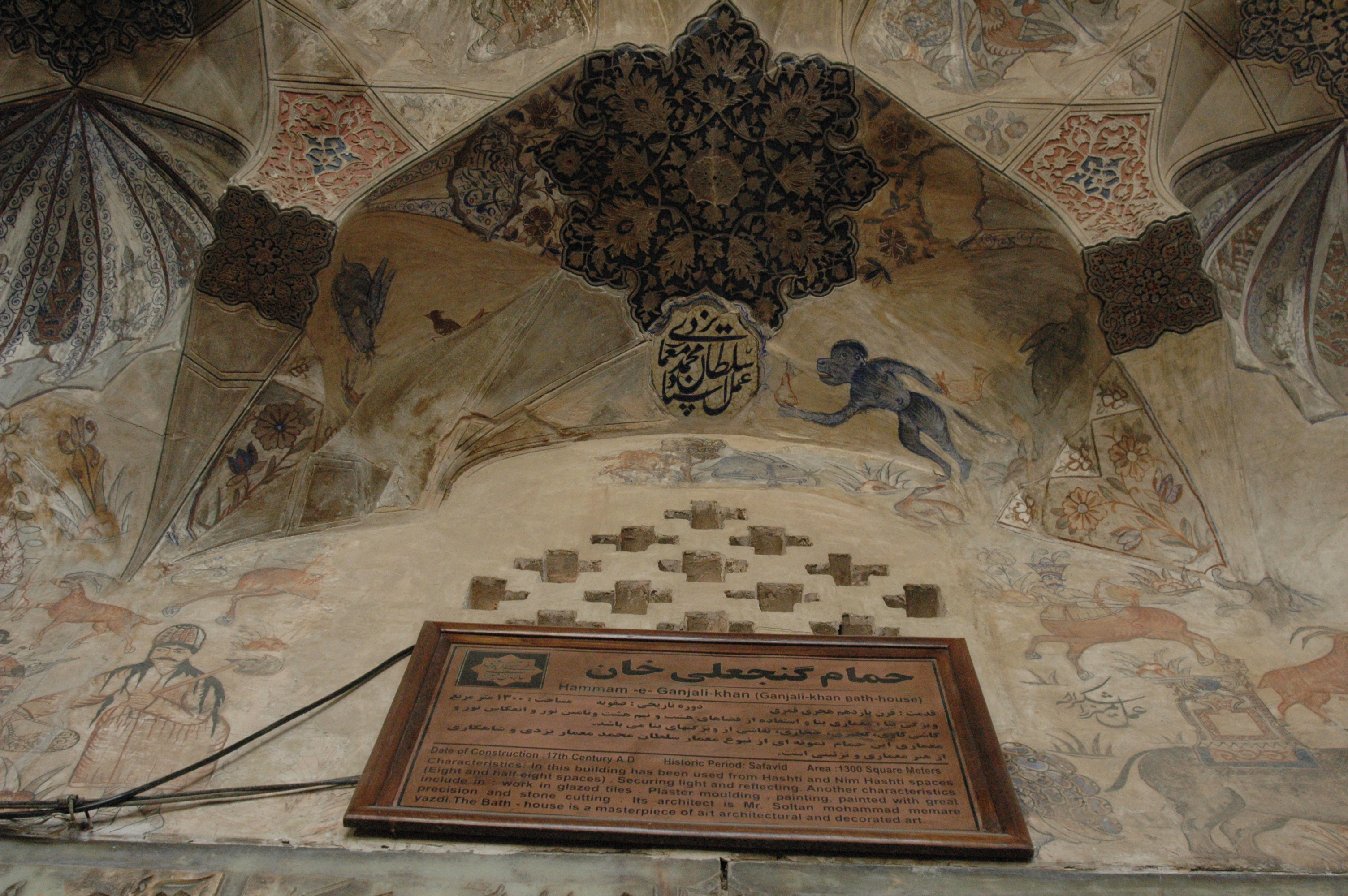
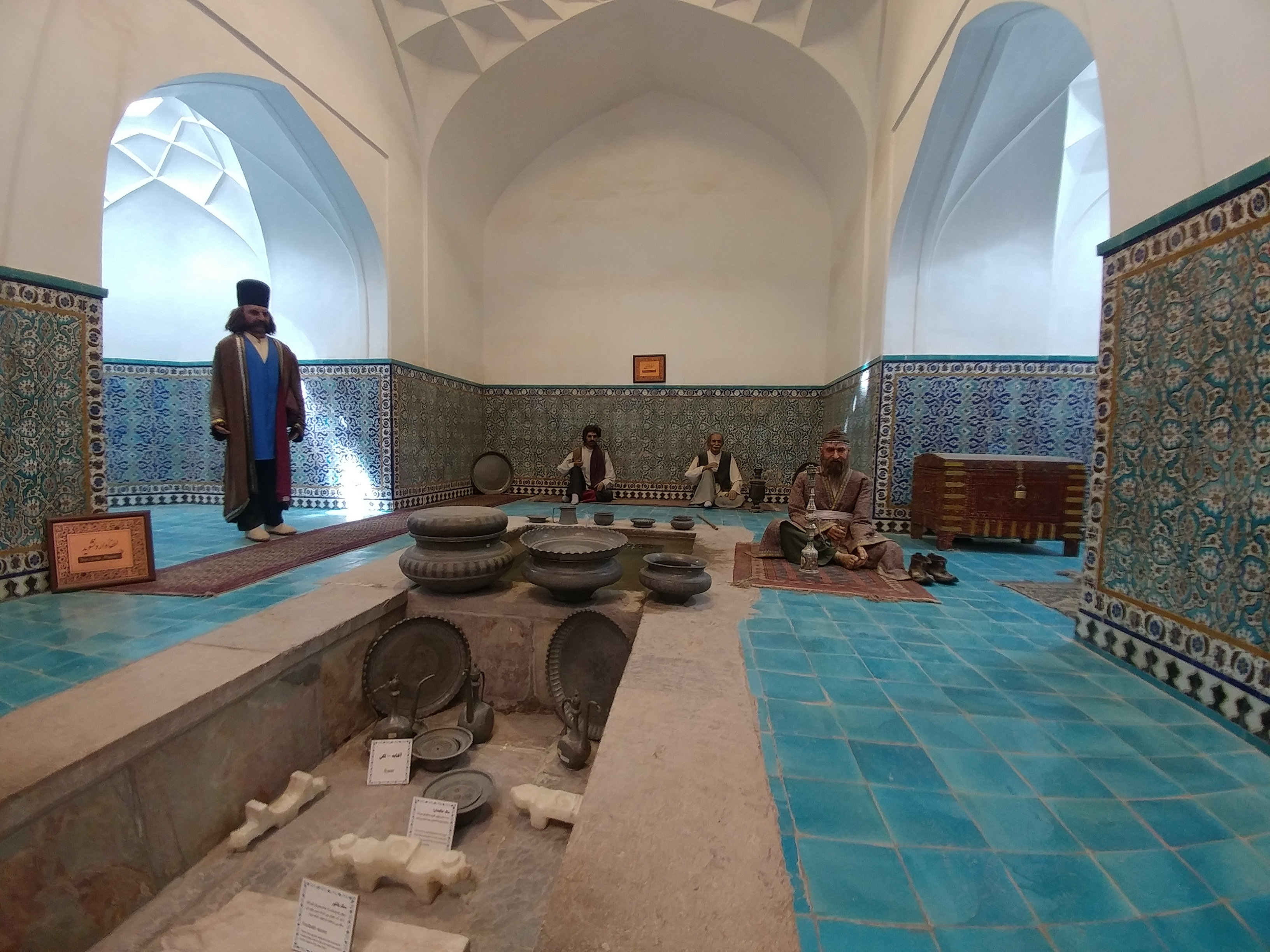
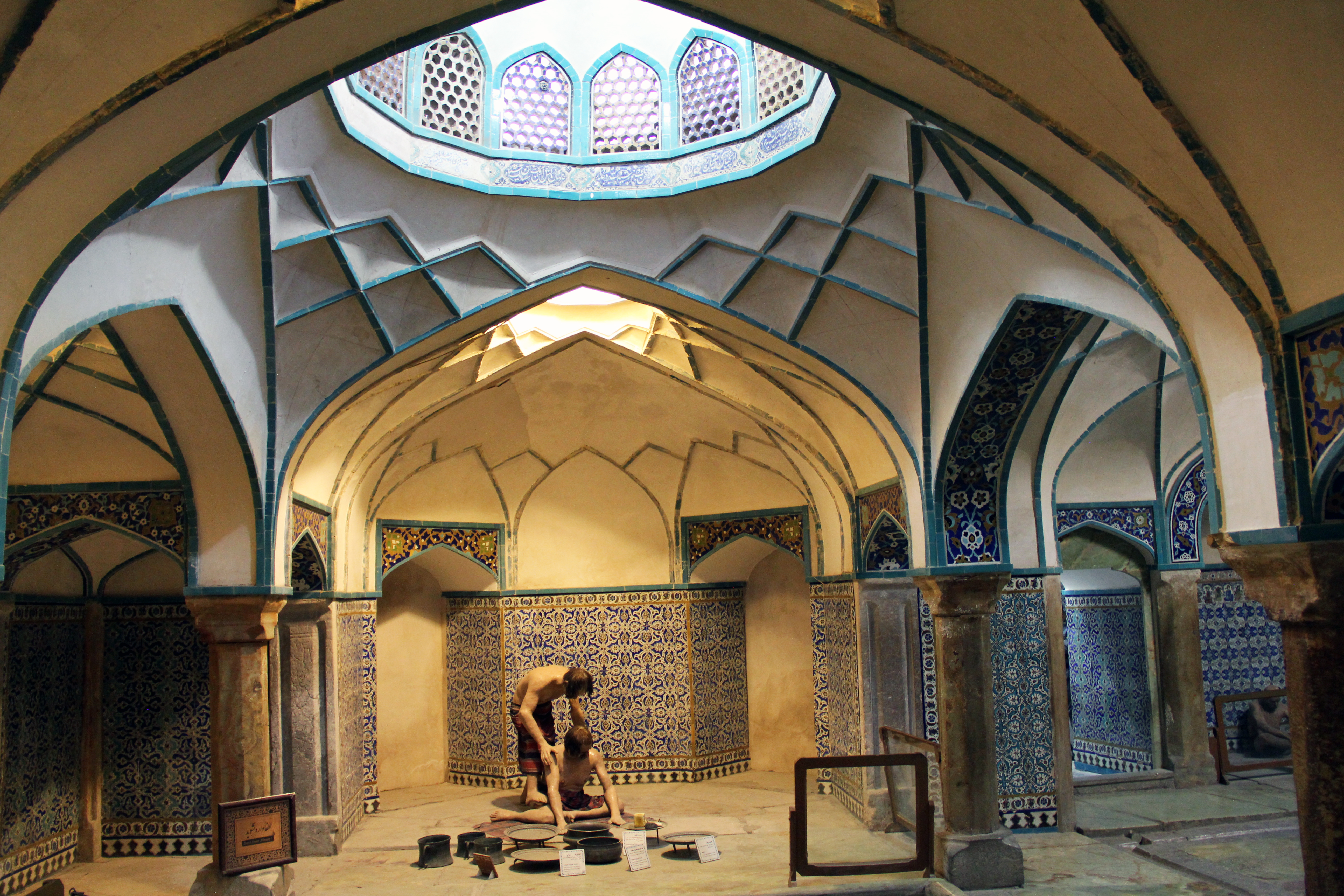
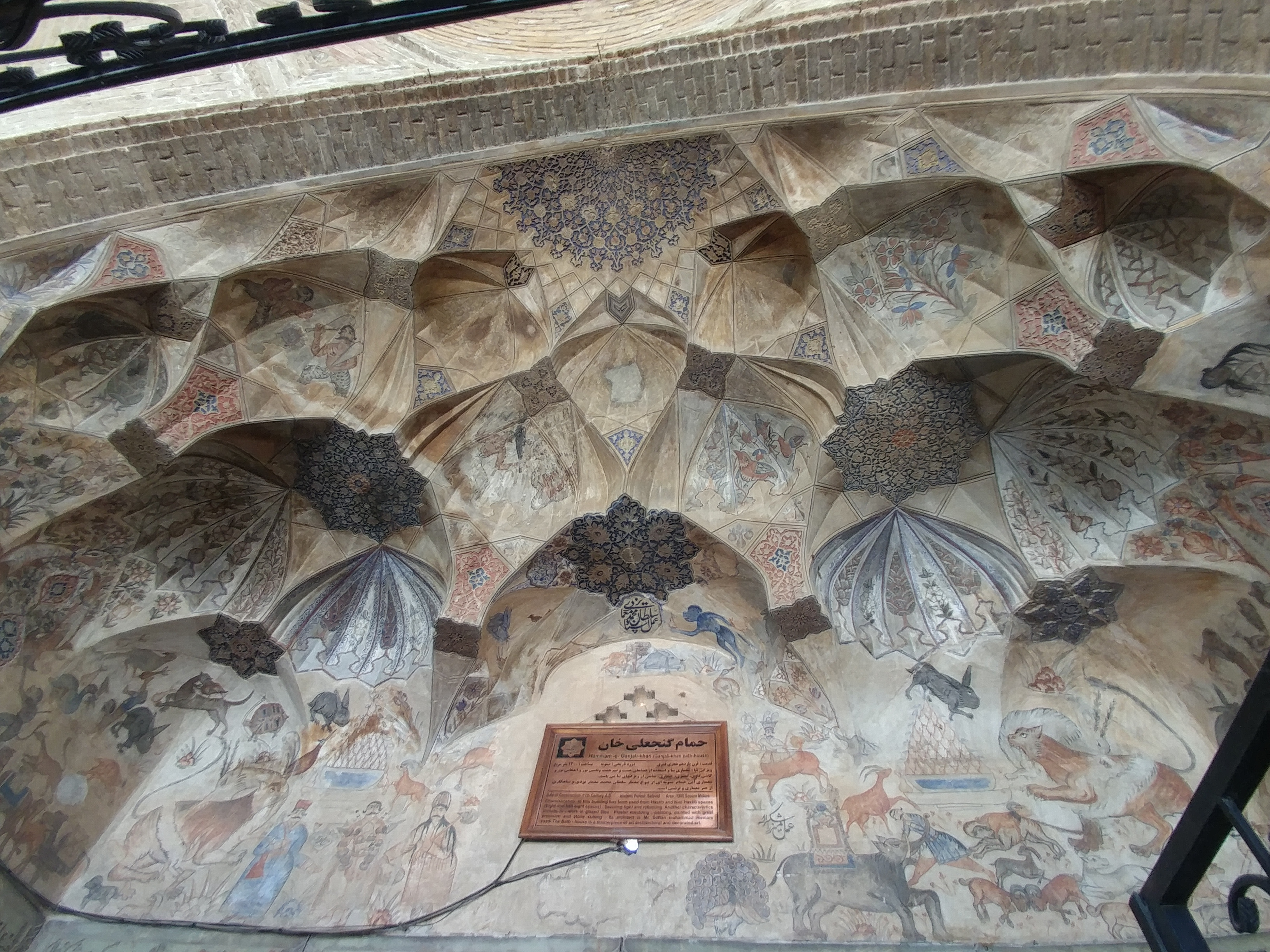
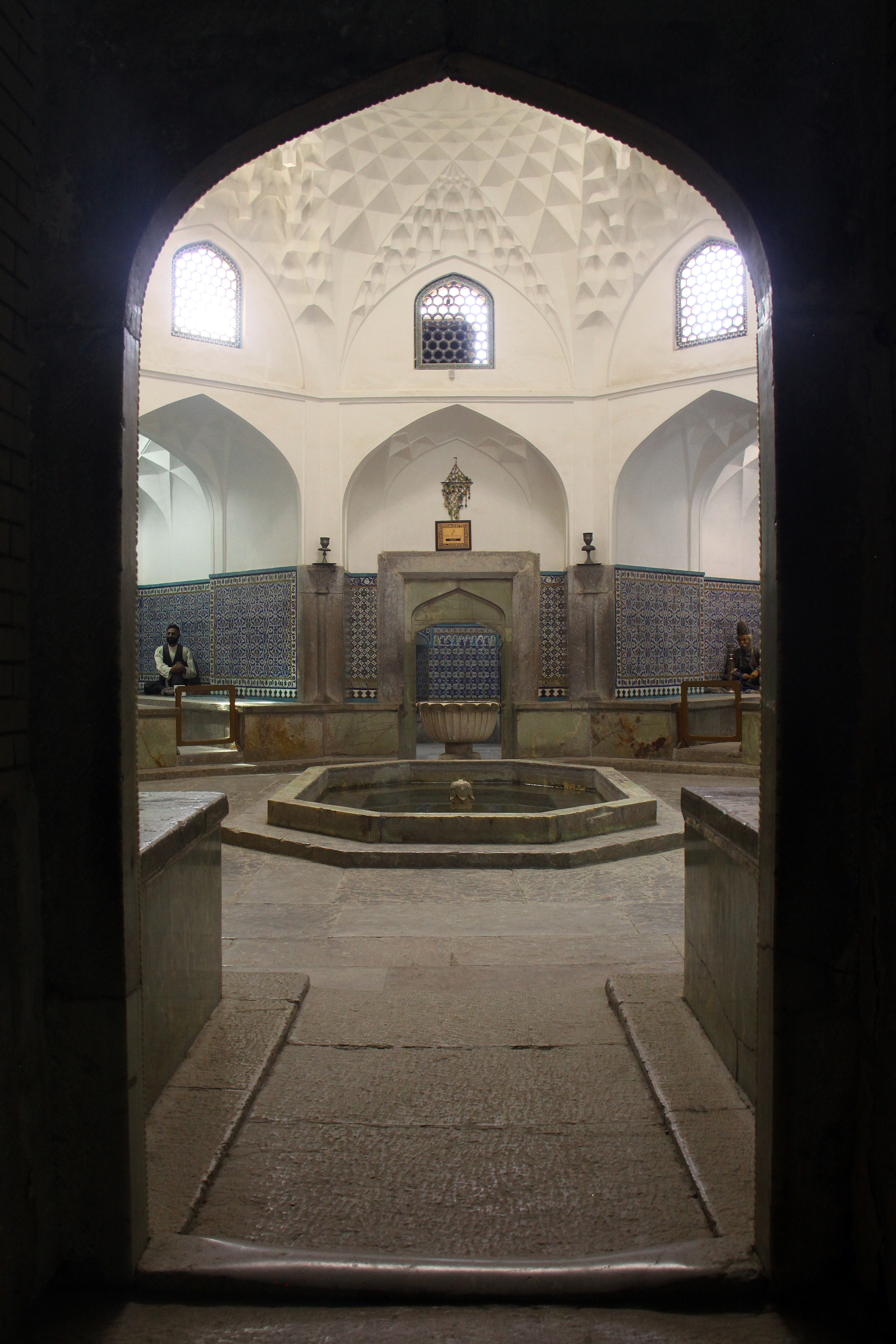
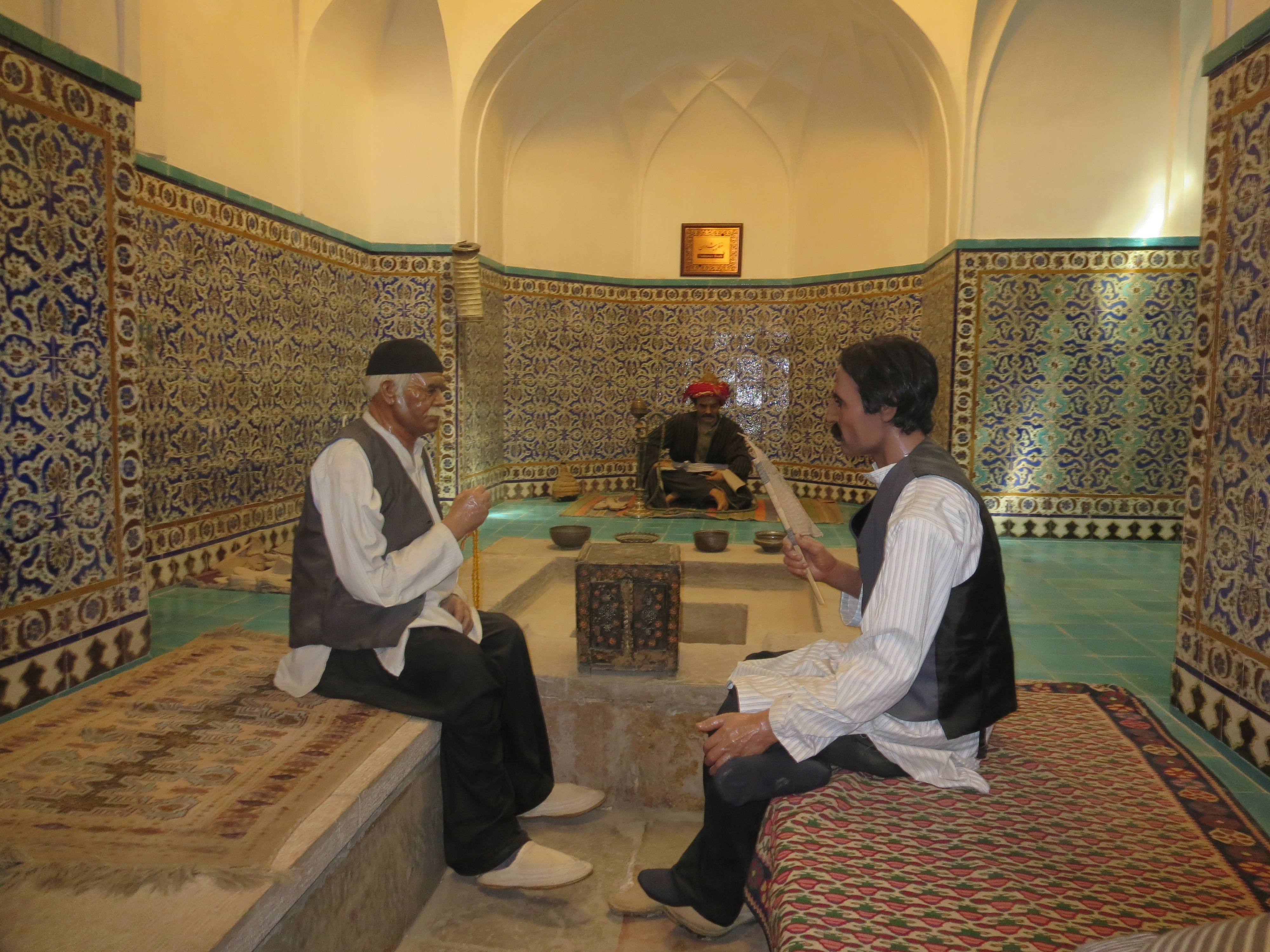
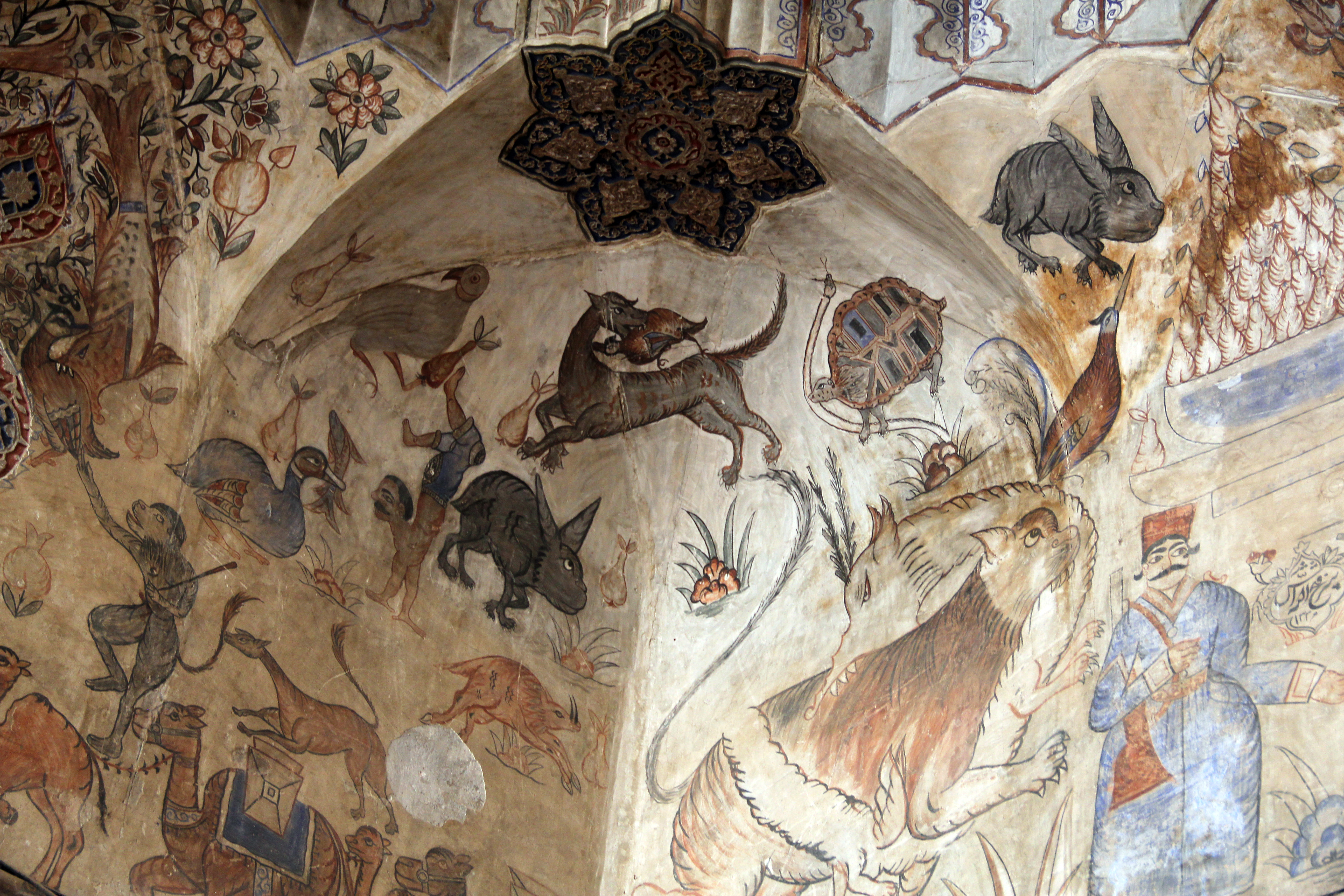
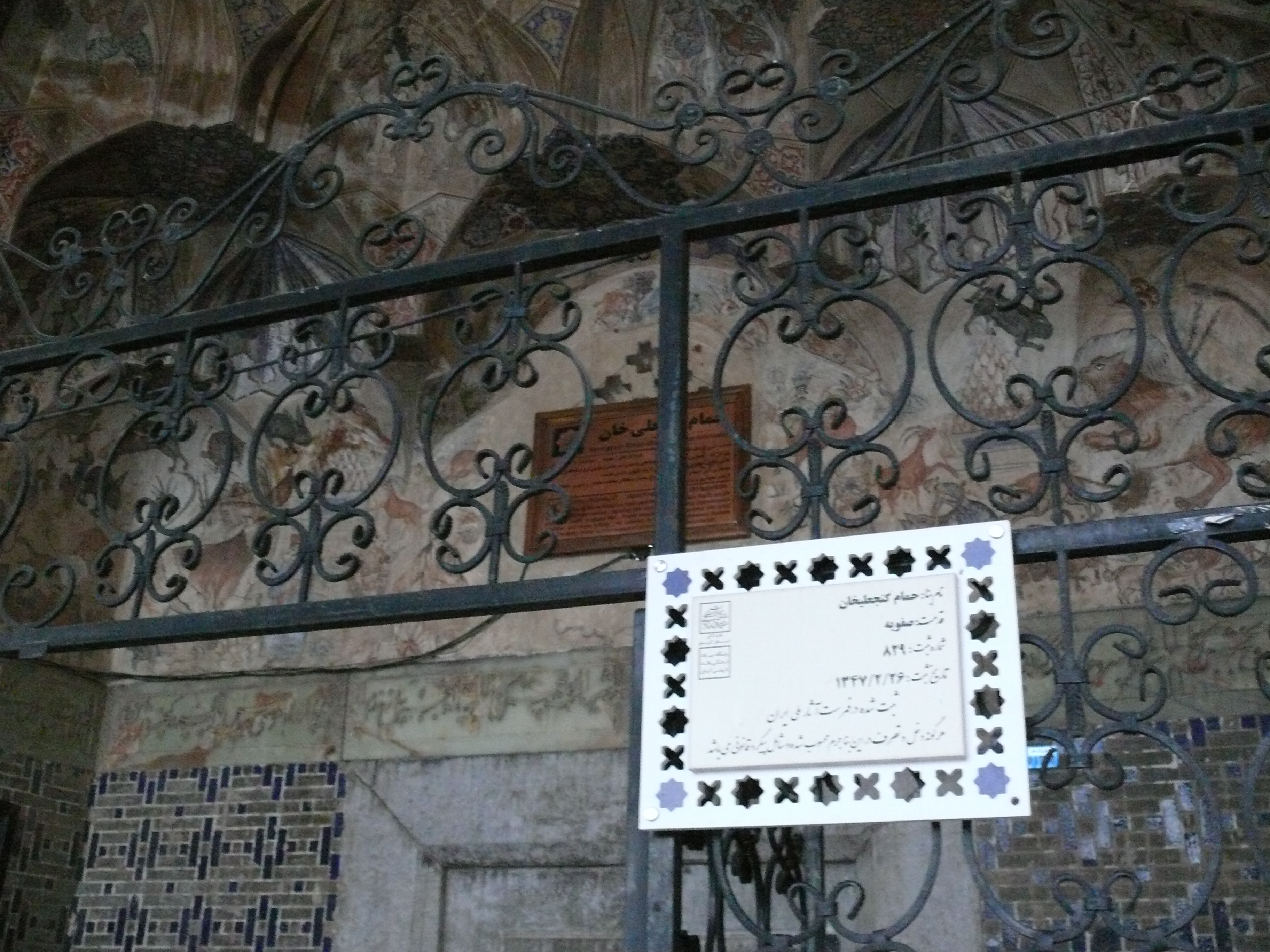
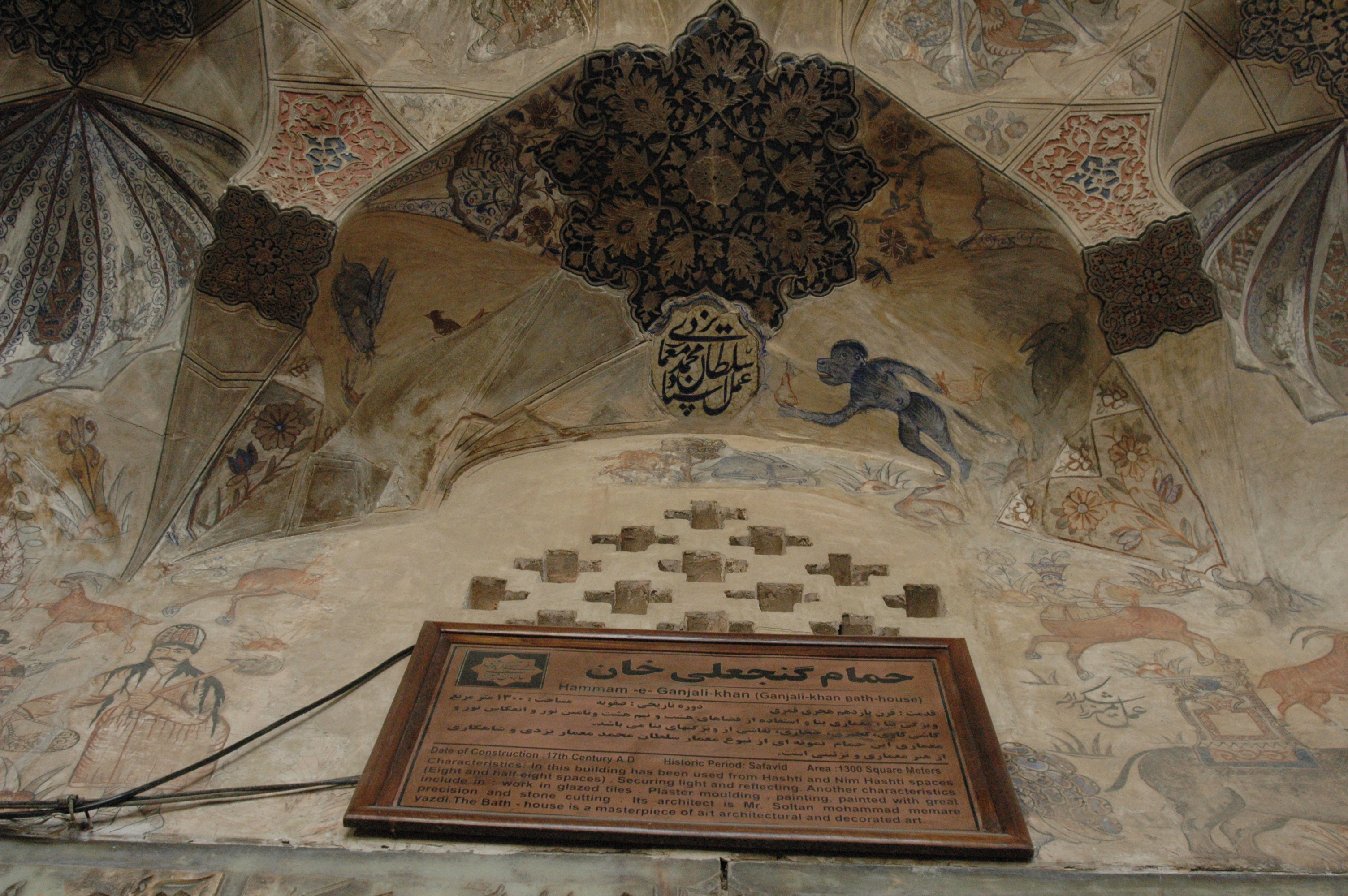
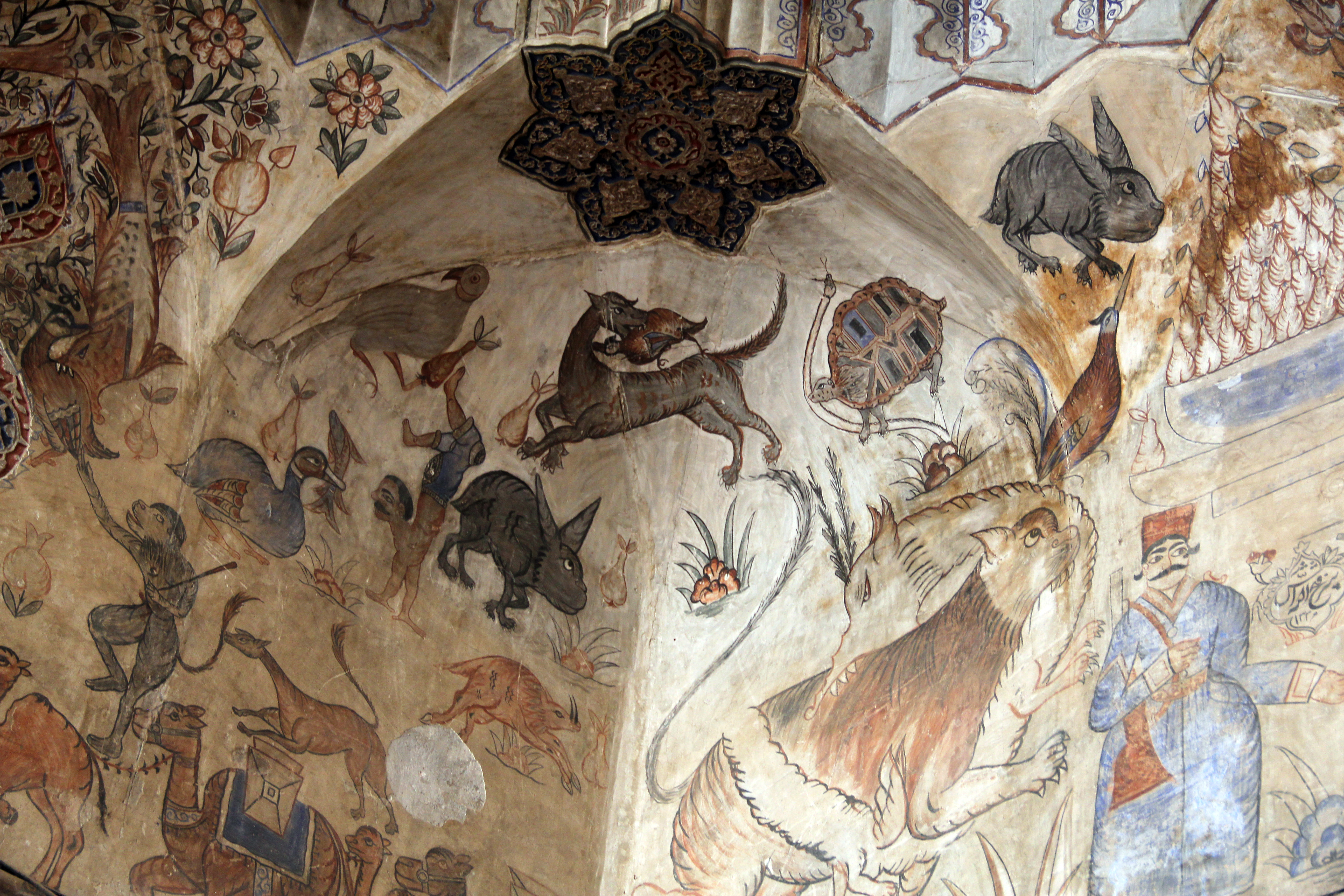
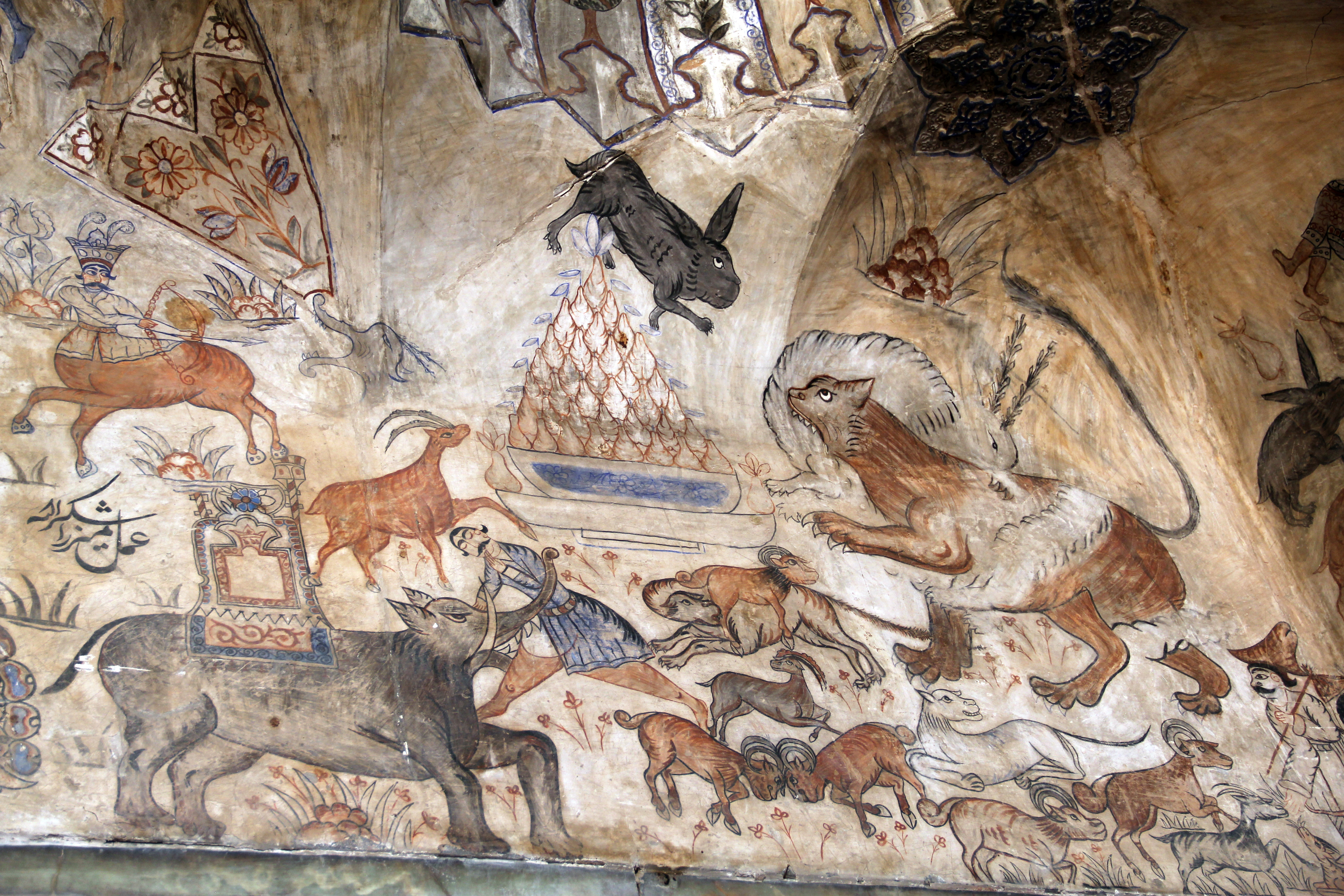
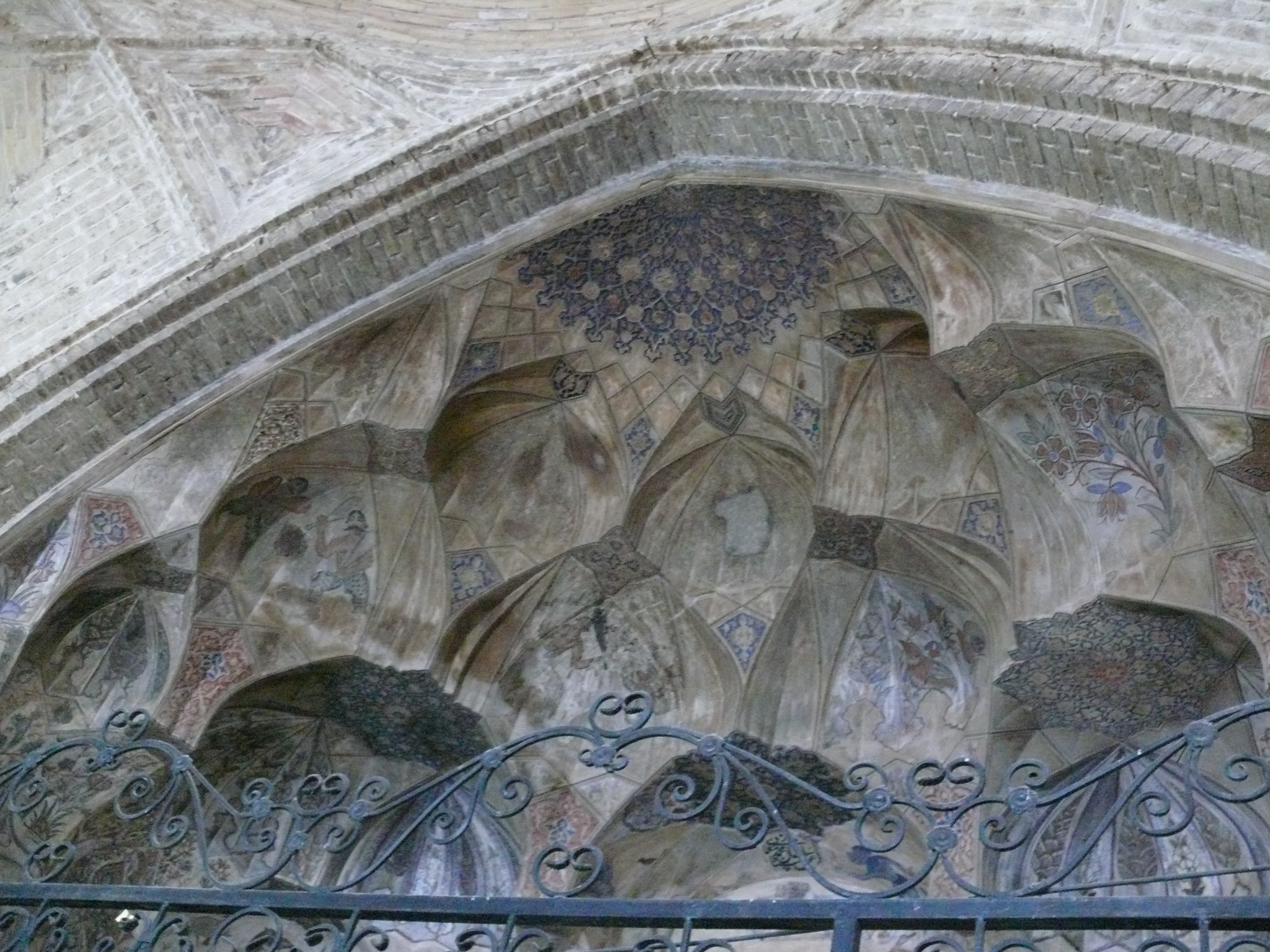
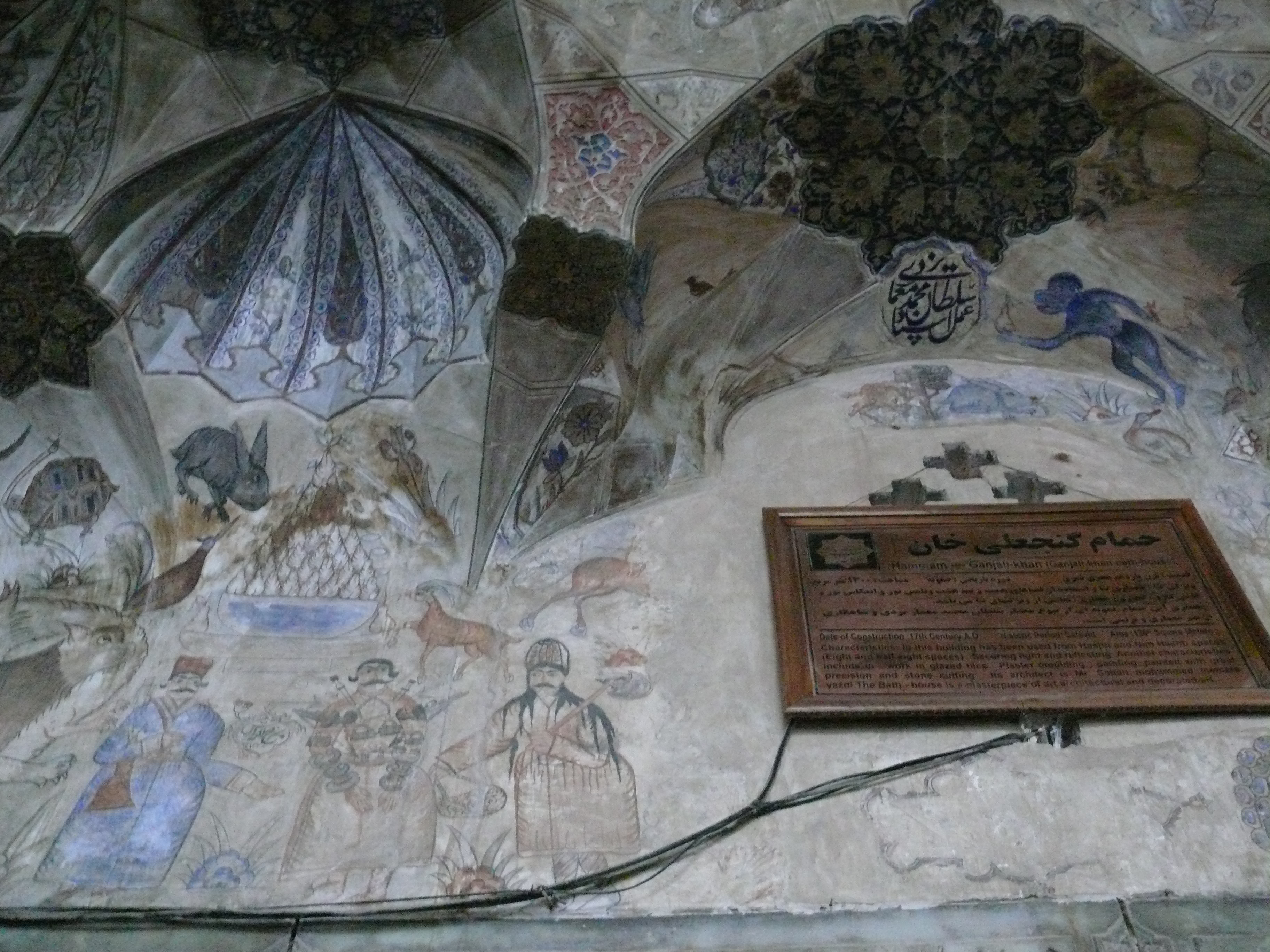
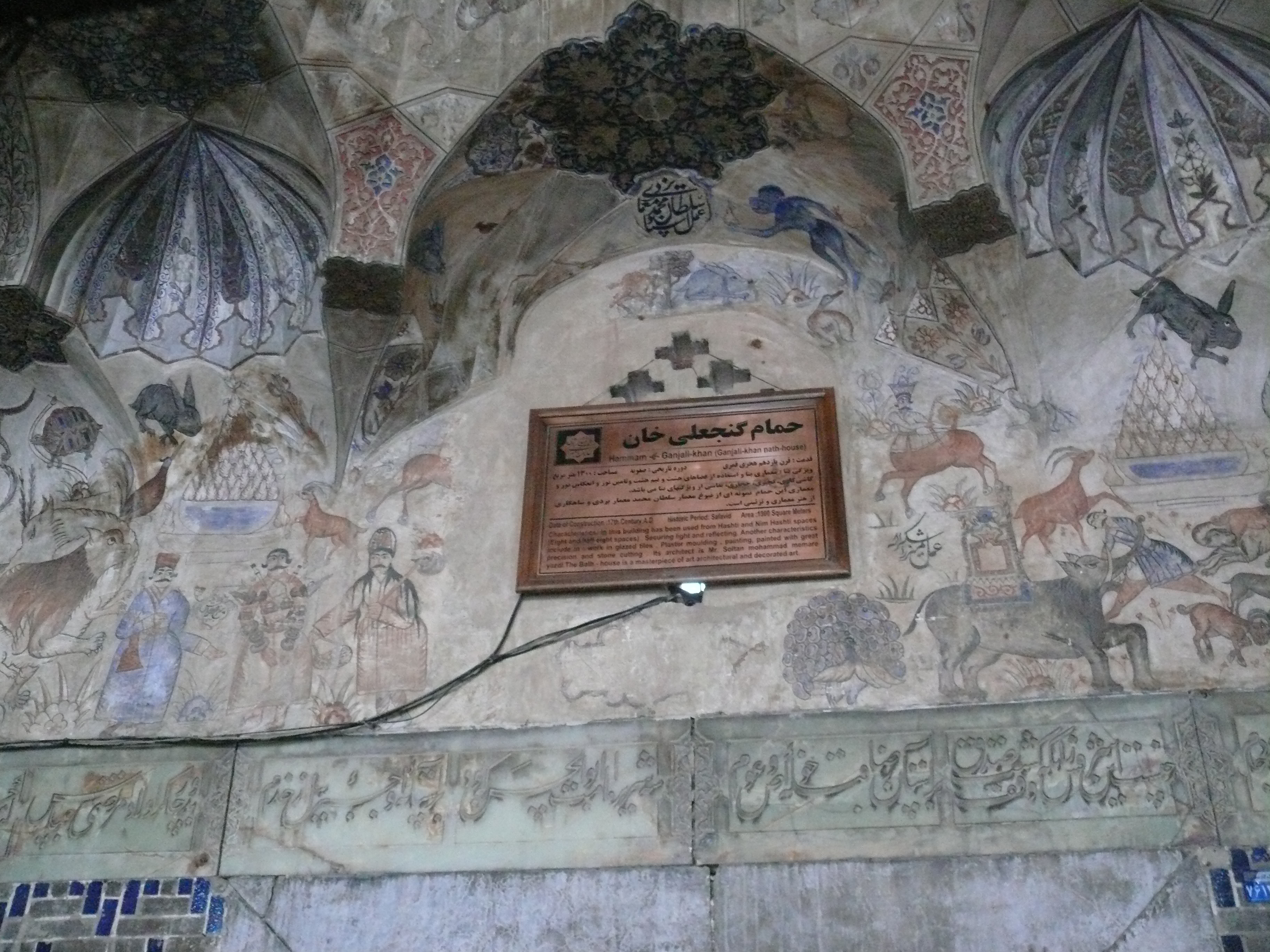
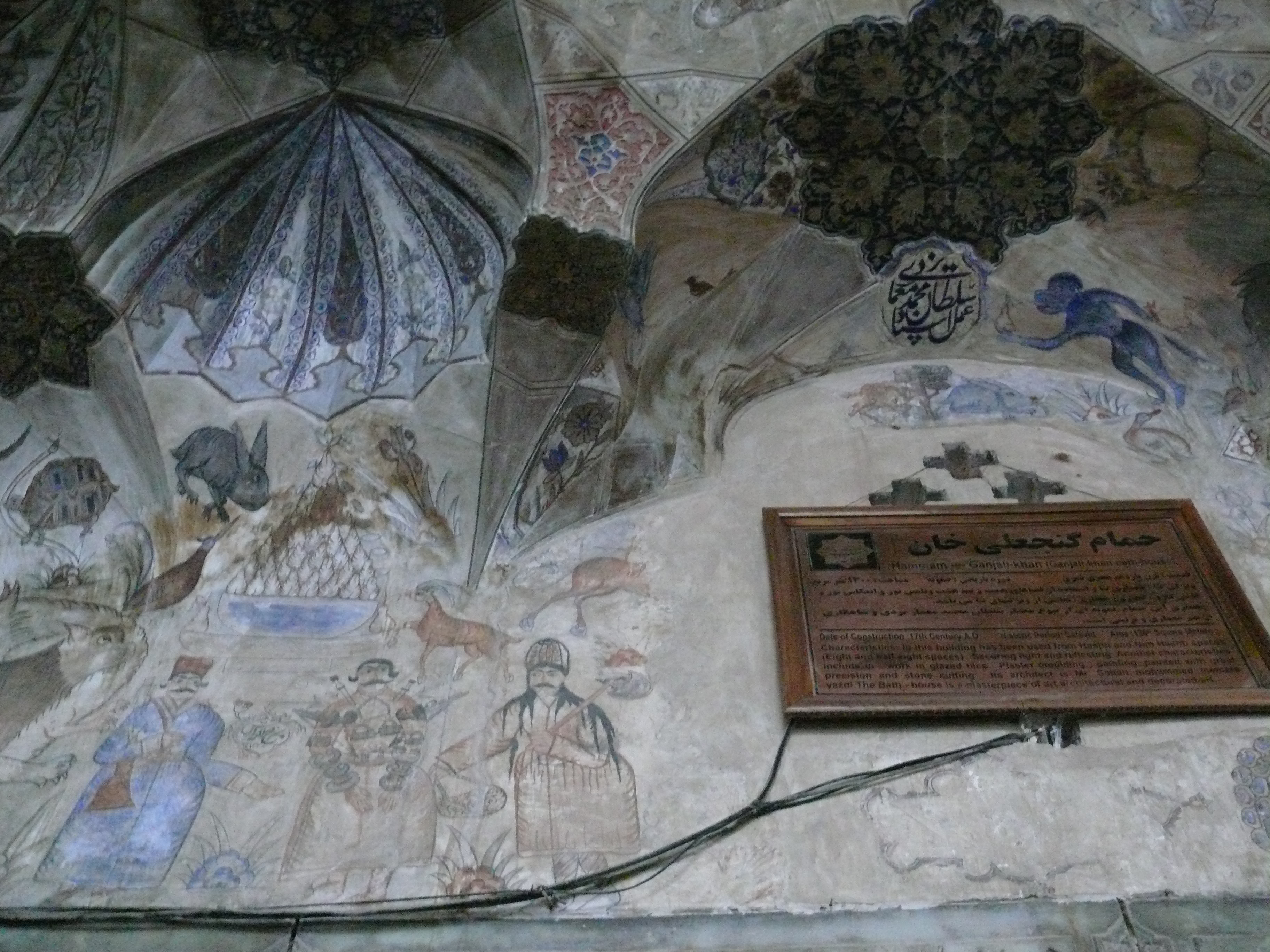
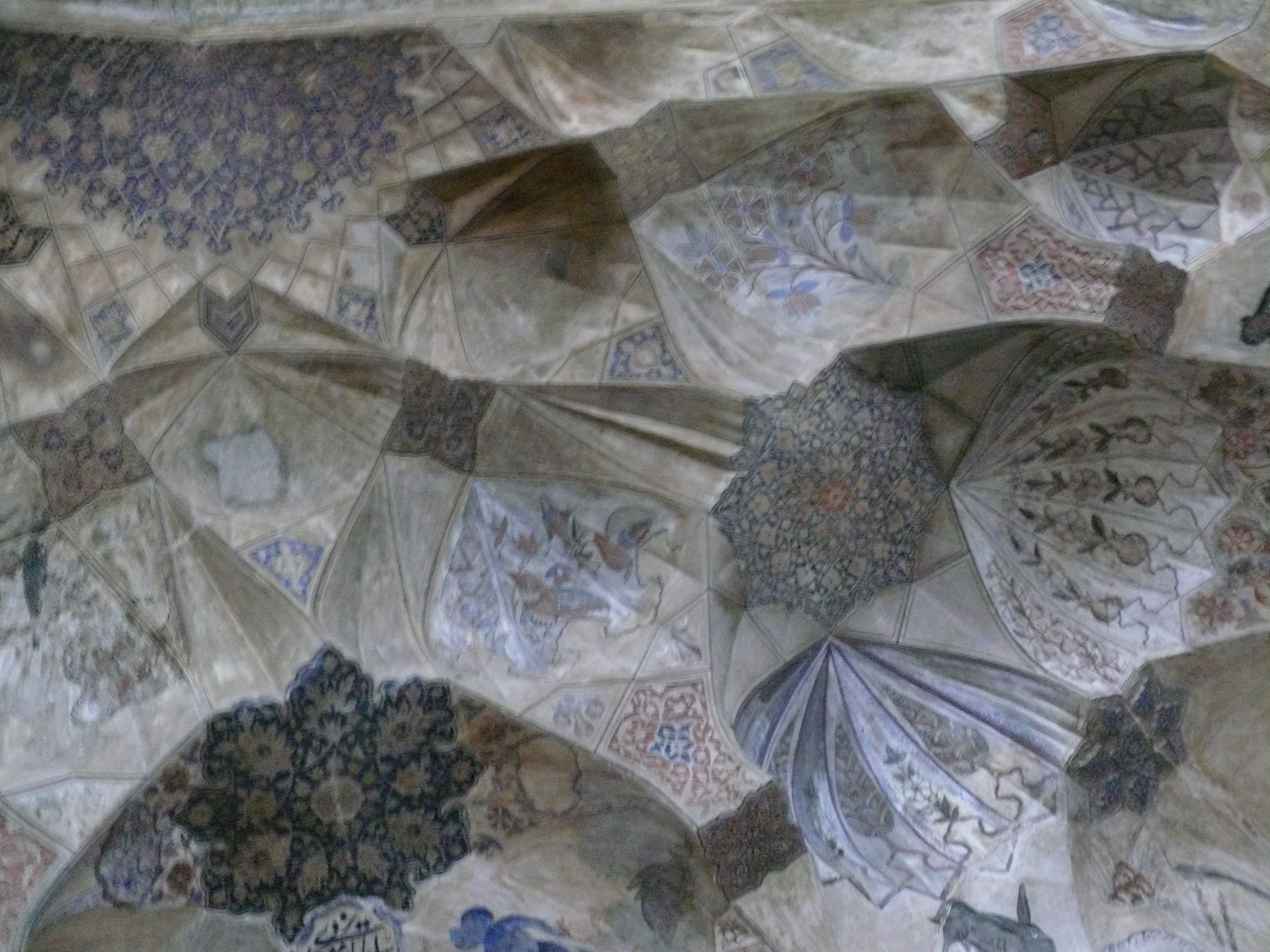
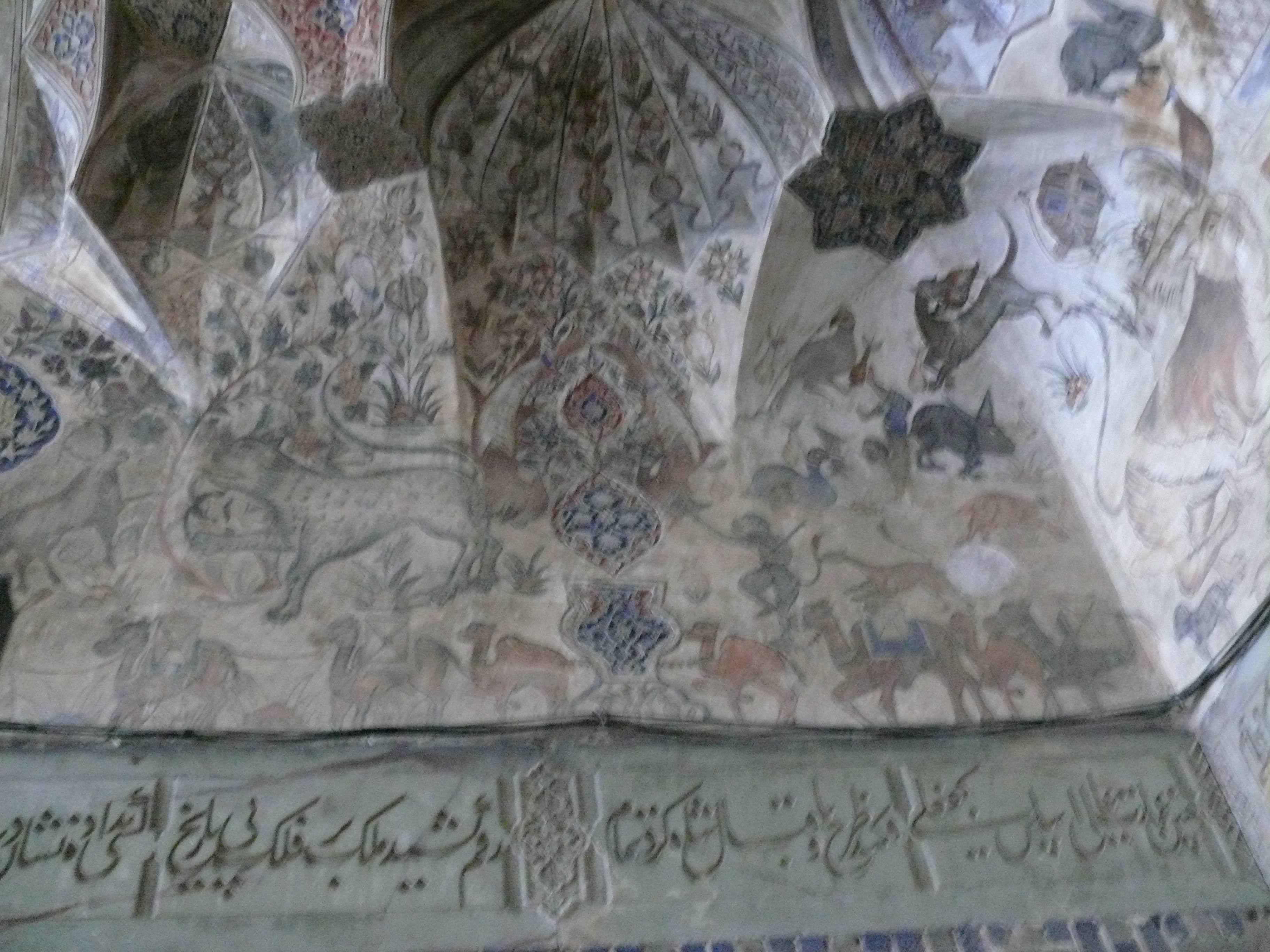

## نقشه‌ها

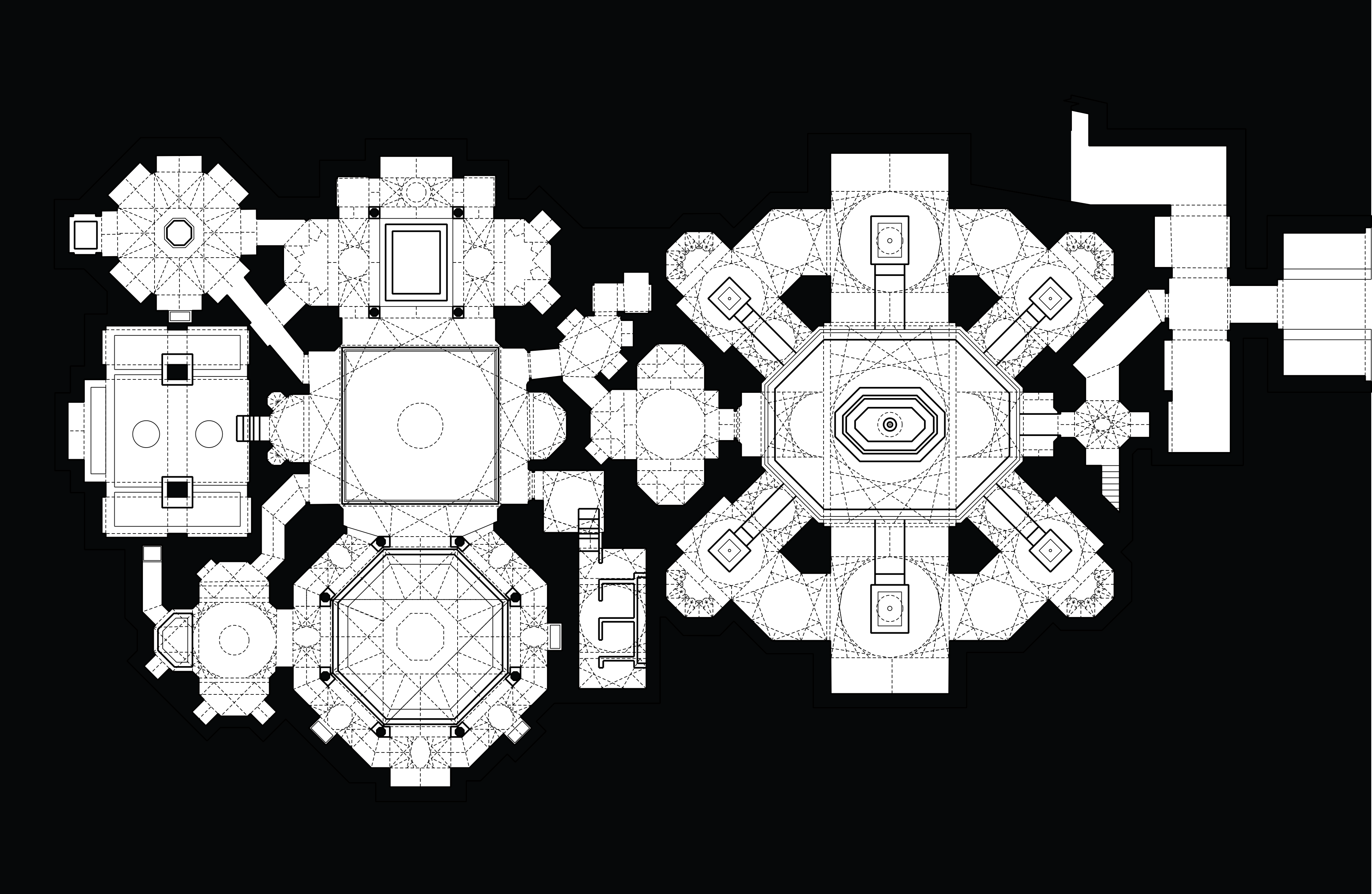
پلان حمام گنجعلی‌خان